# Bedburhof
Der Bedburhof war ein Lehenshof im Lendersdorfer Gerichtsbezirk, heute einem Stadtteil von Düren. Das Freigut wurde auch Bedber, Bebberdrisch oder Bebberhaus genannt.
Im Stadtplan von Wenzel Hollar heißt die von der „Eschpfort“ nach Süden führende Straße „Die Bedber Straße“. August Schoop beschreibt als Lage des Hofes die Stelle, wo der vom Weierhof (Gut Weyern) zu Rur führende Weg den Bahndamm schneidet.
Die älteste Erwähnung des Anwesens „Bedebuyr“ geschieht in einer zu Kaster am 25. Mai 1375 ausgestellten Urkunde des Herzogs Wilhelm II. und der Herzogin Maria. Am 20. September 1398 verpachtet Johann von Birgel, der Sohn des verstorbenen Jülicher Erbmarschalls Wynmar Frambalch von Birgel, dem Dürener Bürger Lambrecht, Löhrer im Altwerk, und seiner Ehefrau Adelheid 27½ Morgen Land. Besitzer war Carsilis von Palant, Herr zu Breitenbend. Das Gut hatte damals 40 Morgen Land und 24 Morgen Benden. 1489 hatten die Eheleute Wilhelm und Druitgen Weingarnter Haus und Hof Bedbur in Pacht. Zur Zeit des Geldrischen Erbfolgestreits wird der Hof öfters erwähnt. So machte zum Beispiel Kaiser Karl V. am 23. August 1543 in der Nähe des Bedburhauses Rast. 1547 wird Engelbert von Birgel mit seinen Kindern als Besitzer genannt. Nächster Lehensträger des Hofes wurde 1566 Peter von der Ehren. Pächter waren nacheinander Göbbels, Nellis, Müller und Arnold von Bedbur. Von 1602 bis 1605 folgten Quirin Maaßen. Am 31. Mai 1642 fiel der Hof den Zerstörungen der hessischen Truppen zum Opfer. Der Pächter Gerd Frangenheim verlor seine Wohnung auf dem Hof. Kurfürst Wilhelm belehnte 1661 Eremund von Gervertzhagen mit seiner Frau Elisabeth von der Ehren und  Adolf von Zevel, verheiratet mit Maria Adriana von der Ehren mit dem Hof. Von 1671 bis 1678 bewirtschaftete  der Pächter Hilger Thumb Bedburhaus mit nur noch 35 Morgen Land. Die Besitzer von Gevertzhagen und von Zevel könnten den Verfall nicht aufhalten. 1676 versuchten sie vergeblich, den Hof an Peter von der Ehren zu verkaufen. Um 1746 bestand das Gut nur noch aus dem leeren Haus, einigen Mauerresten und 20 Morgen Benden, die entlang des Gutes Weyern lag. Ende des 18. Jahrhunderts waren Theodor Ferdinand Bernhard von Behr und Ferdinand Freiherr von Breidenbach Lehensbesitzer. Um  1800  wurden die südlich der Kuhbrücke gelegenen Grundstücke an Heinrich Wilhelm Schoeller (Schoellershammer), die nördlich gelegenen an die Familie Krudewig-Zehnpfennig verkauft. Im Testament vom 30. April 1827 vermachte Heinrich Wilhelm Schoeller seinem Sohn Heinrich August das sogenannte Bebberhaus, bestehend aus 12 Morgen 44 Ruten Wiese und 9 Morgen 2 Ruten 60 Fuß Ackerland, alles in einem Stück. Haus Bedbur existiert heute nicht mehr.

## Die Pächter
- 1489: Wilhelm Weingartner und seine Frau Druitgen
- 1558: Göbbel auf Bebberhaus
- 1574: Nellis Müller
- 1584: Arnold von Bedbur
- 1602: Quirin Maaßen
- 1642: Gerd Frangenheim
- 1643: Deutgen, Witwe Hoppen
- 1671: Hilger Thumb
- 1681: Johann Halfen von Bedbur